# Beme
Beme és una aplicació de vídeo missatgeria creada per Casey Neistat i Mat Hackett. La primera versió de Beme va ser publicada el 17 de juliol de 2015 per a iOS. El 29 de juliol de 2015, poc després del seu alliberament, Casey Neistat va anunciar que una versió per a Android estava en desenvolupament.
Dissenyat com una alternativa al contingut altament editat trobat en mitjans de comunicació socials, l'aplicació habilita als usuaris la possibilitat de produir vídeos inèdits de 4 segons, els quals són immediatament pujats i compartits amb els amics de l'usuari, sense la possibilitat de vore el vídeo abans de pujar-lo. Els usuaris responen al contingut compartit enviant "reaccions", fotografies d'ells, enrere al vídeo pujat.
El 28 de juliol de 2015, Neistat va confirmar una donació de 2.6m$ per Lightspeed Socis d'Aventura i Vayner/RSE.
Poc després del llançament, BuzzFeed va descriure Beme com una applicació amb un disseny minimalista, molt senzill i decididament estranya. The New York Times va explicar que l'experiència d'usuari en Beme és "com si el telèfon esdivingués una posició dins del nostre cos, i la càmera enregistra el que l'usuari experimenta." Després de vuit dies de la publicació de l'app Beme, els usuaris havien compartit 1,1 milions de vídeos i gravat uns 2,4 milions de reaccions.